# Stanner E.V. Taylor
Stanner E. V. Taylor, nomi alternativi Captain Victor Marier, S.E.V. Taylor , Stanley E.V. Taylor (St. Louis, 28 settembre 1877 – Los Angeles, 23 novembre 1948), è stato uno sceneggiatore e regista statunitense.

## Biografia
Nato a St. Louis, nel Missouri, diventò uno dei collaboratori più stretti di David Wark Griffith per cui scrisse numerose sceneggiature. Tra il 1908 e il 1929, sceneggiò 108 film ma fu anche regista, dirigendo  56 pellicole.
Si sposò con l'attrice Marion Leonard, una delle dive della Biograph, la casa di produzione per cui lavoravano entrambi.
I due poi lasciarono la Biograph per passare all'Universal Pictures. In seguito, lavorarono anche per altre compagnie e per la casa di produzione che avevano fondato.
Nel 1915, Taylor sceneggiò e produsse The Dragon's Claw, interpretato dalla moglie, sua unica prova come produttore.
Morì a Los Angeles nel 1948, all'età di 71 anni.

## Filmografia

### Sceneggiatore
- The Kentuckian, regia di Wallace McCutcheon (1908)
- The Adventures of Dollie, regia di D.W. Griffith e Billy Bitzer - non accreditato (1908)
- The Greaser's Gauntlet
- The Red Girl, regia di D.W. Griffith (1908)
- Where the Breakers Roar, regia di D.W. Griffith  (1908)
- The Pirate's Gold (1908)
- One Touch of Nature, regia di David W. Griffith (1909)
- Lady Helen's Escapade, regia di David W. Griffith (1909)
- Twin Brothers, regia di David W. Griffith (1909)
- Lucky Jim, regia di David W. Griffith (1909)
- A Strange Meeting, regia di David W. Griffith (1909)
- The Mended Lute, regia di David W. Griffith (1909)
- They Would Elope, regia di David W. Griffith (1909)
- The Better Way, regia di David W. Griffith (1909)
- The Indian Runner's Romance, regia di David W. Griffith (1909)
- Comata, the Sioux, regia di David W. Griffith (1909)
- In Old Kentucky, regia di David W. Griffith (1909)
- Leather Stocking, regia di David W. Griffith (1909)
- Lines of White on a Sullen Sea, regia di David W. Griffith (1909)
- The Trick That Failed, regia di David W. Griffith (1909)
- Through the Breakers, regia di David W. Griffith (1909)
- The Cloister's Touch, regia di David W. Griffith  (1910)
- His Last Burglary, regia di David W. Griffith (1910)
- Taming a Husband, regia di David W. Griffith (1910)
- The Final Settlement, regia di David W. Griffith (1910)
- The Thread of Destiny, regia di David W. Griffith (1910)
- In Old California, regia di David W. Griffith (1910)
- The Man, regia di David W. Griffith (1910)
- The Converts, regia di David W. Griffith (1910)
- The Twisted Trail, regia di David W. Griffith (1910)
- Gold Is Not All, regia di David W. Griffith (1910)
- As It Is in Life, regia di David W. Griffith (1910)
- A Rich Revenge, regia di David W. Griffith (1910)
- A Romance of the Western Hills, regia di David W. Griffith (1910)
- Thou Shalt Not, regia di David W. Griffith (1910)
- The Way of the World, regia di David W. Griffith (1910)
- The Gold Seekers, regia di David W. Griffith (1910)
- Love Among the Roses, regia di David W. Griffith (1910)
- Over Silent Paths, regia di David W. Griffith (1910)
- An Affair of Hearts  co-regia di David W. Griffith e Frank Powell (1910)
- Ramona, regia di David W. Griffith (1910)
- A Knot in the Plot, regia di David W. Griffith (1910)
- The Impalement, regia di David W. Griffith (1910)
- In the Season of Buds, regia di David W. Griffith (1910)
- The Purgation, regia di David W. Griffith (1910)
- A Child of the Ghetto, regia di David W. Griffith (1910)
- A Victim of Jealousy, regia di David W. Griffith (1910)
- In the Border States, regia di David W. Griffith (1910)
- The Face at the Window, regia di David W. Griffith (1910)
- A Child's Impulse, regia di David W. Griffith (1910)
- A Midnight Cupid, regia di David W. Griffith (1910)
- What the Daisy Said, regia di David W. Griffith (1910)
- A Flash of Light, regia di David W. Griffith (1910)
- Serious Sixteen, regia di David W. Griffith (1910)
- As the Bells Rang Out!, regia di David W. Griffith (1910)
- An Arcadian Maid, regia di David W. Griffith (1910)
- Her Father's Pride, regia di David W. Griffith (1910)
- The Sorrows of the Unfaithful, regia di David W. Griffith (1910)
- The Affair of an Egg  co-regia di David W. Griffith  e Frank Powell (1910)
- Muggsy Becomes a Hero, regia di Frank Powell (1910)
- A Summer Idyll, regia di David W. Griffith (1910)
- A Mohawk's Way, regia  di David W. Griffith (1910)
- A Summer Tragedy co-regia di David W. Griffith  e Frank Powell (1910)
- The Oath and the Man, regia di David W. Griffith (1910)
- Examination Day at School, regia di David W. Griffith (1910)
- A Plain Song   (1910)
- A Romany Tragedy, regia di David W. Griffith (1911)
- The Last Drop of Water, regia di David W. Griffith (1911)
- The Squaw's Love, regia di David W. Griffith    (1911)
- Through Darkened Vales, regia di David W. Griffith   (1911)
- Under Burning Skies di David W. Griffith (1912)
- The Goddess of Sagebrush Gulch, regia di David W. Griffith  (1912)
- The Voice of the Millions, regia di Stanner E.V. Taylor (1912)
- In the North Woods, regia di David Wark Griffith (1912)
- The Line at Hogan's, regia di Dell Henderson (1912)
- In the Aisles of the Wild, regia di David W. Griffith  (1912)
- A Day's Outing, regia di Dell Henderson (1912)
- As in a Looking Glass, regia di Stanner E.V. Taylor (1913)
- The Tenderfoot's Money, regia di Anthony O'Sullivan (1913)
- The Yaqui Cur, regia di D.W. Griffith (1913)
- The Seed of the Fathers, regia di Stanner E.V. Taylor (1913)
- Two Men of the Desert, regia di D.W. Griffith (1913)
- Dan Greegan's Ghost, regia di Dell Henderson   (1913)
- In the Elemental World, regia di Christy Cabanne (1913)
- The Awakening of Donna Isolla, regia di Stanner E.V. Taylor (1914)
- One Thousand to One Shot   (1914)
- Mother Love, regia di Stanner E.V. Taylor  (1914)
- The Light Unseen, regia di Stanner E.V. Taylor  (1914)
- The Dragon's Claw  (1915)
- Her Great Hour, regia di Stanner E.V. Taylor  (1916)
- Passers By, regia di Stanner E.V. Taylor (1916)
- Public Be Damned, regia di Stanner E.V. Taylor  (1917)
- The Great Love, regia di David W. Griffith (1918)
- The Hun Within, regia di Chester Withey (1918)
- La fanciulla che cerca amore (The Greatest Thing in Life), regia di D.W. Griffith - sceneggiatura con D.W. Griffith (ambedue con il nome Captain Victor Marier) (1918)
- Boots, regia di Elmer Clifton (1919)
- Le vestali dell'amore (The Girl Who Stayed at Home), regia di D.W. Griffith (1919)
- Per la figlia (Scarlet Days), regia di D.W. Griffith (1919)
- Il grande problema (The Greatest Question), regia di D.W. Griffith (1919)
- L'idolo danzante (The Idol Dancer), regia di D.W. Griffith (1920)
- The Very Idea, regia di Lawrence C. Windom (1920)
- Nothing But Lies, regia di Lawrence C. Windom (1920)
- The Mohican's Daughter, regia di Sam Taylor e Stanner E.V. Taylor (1922)
- The Lone Wolf, regia di  Stanner E.V. Taylor (1924)
- Breed of the Sunsets, regia di Wallace Fox (1928)
- Dog Law, regia di Jerome Storm (1928)
- King Cowboy, regia di Robert De Lacey (1928)
- The Red Sword, regia di Robert G. Vignola (1929)

### Regista
- A Left Hook  (1911)
- The Defender of the Name  (1912)
- Through Twisting Lanes   (1912)
- The Gambler's Daughter - cortometraggio (1912)
- So Speaks the Heart   (1912)
- The End of the Circle (1912)
- Through Flaming Gates  (1912)
- Songs of Childhood Days  (1912)
- In Payment Full  (1912)
- The Strength of the Weak (1912)
- The Light on the Way  (1912)
- The Unending Love  (1912)
- The Seal of Time  (1912)
- While Wedding Bells Ring Out (1912)
- The Serpent's Eyes  (1912)
- A Thorn in Vengeanc  (1912)
- The Eternal Conflict  (1912)
- What Avails the Crown  (1912)
- Stars: Their Courses Change  (1912)
- Ashes of Hope (1912)
- Tears o' Peggy   (1912)
- The Diamond Path  (1912)
- The Voice of the Millions  (1912)
- Looking Backward  (1912)
- The Unknown Bride  (1912)
- Over the Hills to the Poorhous   (1912)
- The Mother Heart   (1912)
- When Love Rules   (1912)
- Through Memory Blank   (1912)
- The Hour of Peril   (1912)
- None Can Do More   (1912)
- Thus Many Souls   (1912)
- The Leader of the Band   (1912)
- In Honor Bound   (1912)
- The Ghost of a Bargain  (1912)
- Lost a Husband   (1912)
- The Conflict's End   (1912)
- The Hidden Bonds   (1912)
- The Dead Secret  (1913)
- Carmen - cortometraggio (1913)
- As in a Looking Glass (1913)
- The Seed of the Fathers  (1913)
- The Awakening of Donna Isolla (1914)
- Mother Love  (1914)
- The Light Unseen  (1914)
- The Vow  (1915)
- The Purple Night - cortometraggio (1915)
- Her Great Hour (1916)
- Passers By (1916)
- The Rise of Susan  (1916)
- Public Be Damned (1917)
- The Mohican's Daughter, co-regia di Sam Taylor  (1922)
- Roulette (1924)
- The Lone Wolf  (1924)
- The Miracle of Life   (1926)

### Produttore
- The Dragon's Claw  (1915)